# فتیش (ترانه سلنا گومز)
«فتیش» (به انگلیسی: Fetish) ترانه‌ای است از خوانندهٔ آمریکایی سلنا گومز که با همکاری رپر گوچی مین ضبط و اجرا شده‌است. این قطعه ۱۳ ژوئیه ۲۰۱۷ به عنوان دومین تک‌آهنگِ سومین آلبوم گومز توسط شرکت اینتراسکوپ رکوردز منتشر گردید. آهنگسازان این قطعه گومز، مین، کلوئی انجلایدز، بِرِت مک‌لوکلین و جینو بارلتا و تهیه‌کنندگان آن جوناس جِبِرگ و گروه دونفرهٔ «فیوچریستیکس» هستند.

## پس‌زمینه و انتشار
گومز نخستین بار از این قطعه در پایان موزیک‌ویدئوی اثرِ پیشین خود دروغگوی بد خبر داد. پیش از اعلام سلنا، احتمال می‌رفت که گوچی مین در آهنگی با او همکاری کند، چرا که مین در مصاحبه‌ای رادیویی همکاری خود با سلنا را تأیید کرده بود. سلنا پیش از انتشار این قطعه چندین عکس مبهم و معماگونه مربوط به آن را در حساب اینستاگرام خود منتشر کرد. تصویر جلد این اثر توسطِ عکاس مُد پترا کالینز گرفته شده‌است که در اثر پیشین سلنا «دروغگوی بد» نیز با او همکاری کرده بود. این تصویر سلنا را در حالی که چند پاکت خواربار را با خود حمل می‌کند، کنار یک خودروی خراب و داغان نشان می‌دهد. این اثر ۱۳ ژوئیه ۲۰۱۷ در فروشگاه‌های موسیقی دیجیتال منتشر شد و به همراه آن یک «پلی‌لیست ویدئو» نیز در اسپاتیفای و کانال ویوو او از آن رونمایی گردید. این ویدئو بر بخش پایین چهرهٔ سلنا در حالی که به اجرای آهنگ مشغول است، متمرکز است. چهارشنبه ۲۶ ژوئیه ۲۰۱۷ موزیک‌ویدئویی دیگر از این قطعه به کارگردانی پترا کالینز منتشر شد.

## بازخوردها
مایک واس از سایت «آیدولاتور» اثر گومز را «جنجالی‌ترین» و «ماجراجویانه‌ترین» اثر او تاکنون دانست و بیان کرد که سیرِ تحوّل او به «تجربی‌ترین ملکهٔ پاپ تقریباً کامل و بی‌نقص است». واس چنین نتیجه‌گیری می‌کند که سلنا «به هویت خود به عنوان یک هنرمند دست یافته‌است و با اطمینان در زیر-ژانرهایی که معمولاً مختصِ مخاطب عام است گام می‌زند». پِتِر بِری از نشریهٔ ایکس‌ایکس‌ال موسیقیِ «ساده و احساسی» این اثر را موردی «بی‌نقص و کامل برای اتاق خواب» می‌داند، در حالی در کنار آن اشعار مین لایه‌هایی از نشاط و انرژی را به آن اضافه می‌کند. نویسندهٔ تایمز ریسا برونر این قطعه را «پاپی ملایم و اغواکننده می‌داند که به گومز این جازه را می‌دهد که بافت و ضرباهنگ منحصر بفرد صدای خویش را بروز دهد و قطعه‌ای پُرآب‌وتاب و سحرانگیز ارائه کند که هوشیارانه از فضاهای دست‌وپاگیر فاصله می‌گیرد و به جای آن بر جذابیت خود هنرمند تکیه می‌کند».